# 沈學廉
沈學廉，字瘦山，浙江仁和人，清朝政治人物、進士出身。

## 生平
嘉慶十三年，登進士，改庶吉士，嘉慶十四年，授兵部主事。后升任江西道御史。